# Тимур Мирошниченко
Тимур Валеријович Мирошниченко (Украјински: Тімур Валерійович Мірошниченко, Кијев, 9. март 1986) је украјински телевизијски презентер и водитељ на јавном сервису "УА:ПБЦ" ("Суспилне"). Био је водитељ Дечије песме Евровизије 2009. и 2013. године. Такође, Тимур је био водитељ Песме Евровизије 2017 године која је одржана у Кијеву. 

## Биографија
Мирошниченко је рођен 9. марта 1986. у Кијеву. У студентским годинама био је члан студентског тима КВН (Руски: Клуб весёлых и находчивых).
Његова ТВ каријера почела је 2005. године, када је постао коментатор Дечјег такмичења за песму Евровизије 2005. — првог такмичења тог типа које се емитовало у Украјини. Постао је коментатор Песме Евровизије за Украјину од 2007, заменивши Павла Шилка. Он је од те године коментарисао све преносе Евровизије на УА:ПБЦ осим једног такмичења које је он лично водио. Водио је и ТВ програм Як це? („Како је?“), такође на УА:ПБЦ.
Октобра 2022. године му је додељена награда током 27. доделе националних телевизијских награда која је одржана у Лондону.
Тимур ће заједно са Самантом Квек бити домаћин церемоније отварања такмичења 2023. у Ливерпулу и биће "дописник Евровизије", појављујући се у кратким инсертима током три емисије уживо поред своје уобичајене улоге коментатора за украјинског емитера.